# Cattedrale della Trasfigurazione di nostro Signore (Atyrau)
La cattedrale della Trasfigurazione di nostro Signore (in russo: Собор Преображения Господня) è la cattedrale cattolica di Atyrau, in Kazakistan, e sede dell'amministrazione apostolica di Atyrau. L'amministrazione apostolica di Atyrau è stata fondata nel 1999 e contestualmente è stata creata la parrocchia. La chiesa parrocchiale e cattedrale fu consacrata il 4 agosto 2002. Il convento e il centro pastorale sono stati aperti nel 2005.